# Мишел, Сони
Сони Морис Мишел (англ. Sony Maurice Michel; 17 февраля 1995, Орландо, Флорида) — американский футболист, раннинбек. Выступал в НФЛ с 2018 по 2022 год. Двукратный победитель Супербоула. На студенческом уровне играл за команду университета Джорджии. На драфте НФЛ 2018 года был выбран в первом раунде под общим тридцать первым номером.

## Биография
Сони Мишел родился 17 февраля 1995 года в Орландо. Второй из двух детей в семье, его старший брат Маркен также профессиональный футболист, обладатель Кубка Грея. Его отец американец, мать эмигрировала из Гаити в 1991 году. Учился в старшей школе Америкен Херитейдж в Плантейшене, играл раннинбеком в составе её футбольной команды. В 2013 году был признан лучшим игроком Флориды по версии USA Today, участвовал в матче звёзд школьного футбола. На момент выпуска входил в число лучших игроков штата по рейтингам ESPN, 247Sports, Rivals, Scout и PrepStar Magazine.

### Любительская карьера
В 2014 году Мишел поступил в университет Джорджии. В дебютном сезоне он сыграл в восьми матчах команды, набрав 410 ярдов с пятью тачдаунами. В Белк Боуле против «Луисвилл Кардиналс» он впервые вышел на поле в стартовом составе. В 2015 году Мишел провёл тринадцать игр, заработав на выносе 1161 ярд с восемью тачдаунами. По итогам сезона его признали самым ценным игроком нападения команды, он получил университетскую награду имени Чарли Триппи самому универсальному игроку.
Перед началом сезона 2016 года его выбрали одним из капитанов команды. Мишел сыграл в двенадцати матчах, набрав 840 ярдов. В Либерти Боуле против команды Техасского христианского университета он набрал 87 ярдов выносом и 39 ярдов на приёме с двумя тачдаунами, после чего был признан самым ценным игроком матча. В 2017 году он провёл четырнадцать игр, заработав 1227 выносных ярдов. Второй раз в карьере его признали самым ценным игроком нападения команды, он вновь стал обладателем награды Чарли Триппи. Мишел также был признан самым ценным игроком Роуз Боула 2018 года, в котором он занёс четыре тачдауна.

#### Статистика выступлений в NCAA
| Сезон | Команда          | Игры | Приём | Приём | Приём | Приём | Вынос | Вынос | Вынос | Вынос |
| Сезон | Команда          | Игры | Rec   | Yds   | Y/A   | TD    | Att   | Yds   | Y/A   | TD    |
| ----- | ---------------- | ---- | ----- | ----- | ----- | ----- | ----- | ----- | ----- | ----- |
| 2014  | Джорджия Булдогз | 8    | 7     | 106   | 15,1  | 1     | 64    | 410   | 6,4   | 5     |
| 2015  | Джорджия Булдогз | 13   | 26    | 270   | 10,4  | 3     | 218   | 1136  | 5,2   | 8     |
| 2016  | Джорджия Булдогз | 12   | 22    | 149   | 6,8   | 1     | 152   | 840   | 5,5   | 4     |
| 2017  | Джорджия Булдогз | 14   | 9     | 96    | 10,7  | 1     | 156   | 1227  | 7,9   | 16    |
| Всего | Всего            | 47   | 64    | 621   | 9,7   | 6     | 590   | 3613  | 6,1   | 33    |

### Профессиональная карьера
Перед драфтом НФЛ 2018 года аналитик издания Bleacher Report Мэтт Миллер прогнозировал Мишелу выбор во втором раунде. К преимуществам игрока он относил его способность действовать на выносе и на приёме, опыт игры в сильнейшей конференции студенческого футбола, скорость, физическую силу и видение поля. Среди недостатков Миллер называл агрессивный стиль его игры, чреватый получением травм, и большое количество допускаемых потерь. Кроме того, он отмечал, что, несмотря на результативность, Мишел в университете так и не стал постоянным игроком стартового состава.
На драфте Мишел был выбран «Нью-Ингленд Пэтриотс» в первом раунде под общим 31-м номером. В июле 2018 года он подписал с клубом четырёхлетний контракт на общую сумму 9,6 млн долларов. В дебютном сезоне в НФЛ он принял участие в тринадцати матчах регулярного чемпионата, набрав 931 ярд с шестью тачдаунами. В трёх играх плей-офф он также занёс шесть тачдаунов, установив рекорд лиги для новичков. Последний из них Мишел сделал в заключительной четверти победного Супербоула LIII. В 2019 году Мишел закрепился в статусе основного раннинбека «Пэтриотс», в шестнадцати матчах набрав выносом 912 ярдов. Однако за два сезона он так и не стал важной фигурой в пасовом нападении команды, суммарно сделав лишь 19 приёмов. Среди возможных причин назывались последствия травмы колена, изменения в игровом стиле и набранный им дополнительный вес, а также более высокий уровень конкуренции по сравнению со студенческим футболом. В регулярном чемпионате 2020 года он из-за травмы принял участие всего в девяти играх, уступив место в стартовом составе Дэмиену Харрису. В августе 2021 года «Пэтриотс» обменяли Мишела в «Лос-Анджелес Рэмс» на выборы пятого и шестого раундов драфта 2022 года. Суммарно за три сезона в составе команды он набрал выносом 2292 ярда с четырнадцатью тачдаунами.
В составе «Рэмс» Мишел заменил получившего тяжёлую травму Кэма Эйкерса. В регулярном чемпионате 2021 года он провёл семнадцать игр, набрав выносом 845 ярдов с четырьмя тачдаунами. В матче против «Джэксонвилл Джагуарс» он впервые в карьере набрал более 100 выносных ярдов за игру. На шестнадцатой неделе во встрече с «Миннесотой» он побил свой рекорд, набрав 131 ярд. В плей-офф роль Мишела была не такой заметной, в четырёх играх он заработал всего 80 ярдов, но второй раз в карьере стал победителем Супербоула. После окончания сезона он покинул команду и в статусе свободного агента подписал контракт с «Майами Долфинс».
На сборах Мишел не смог закрепиться в составе «Майами» и в конце августа 2022 года его отчислили. Через несколько дней он подписал контракт с «Лос-Анджелес Чарджерс», где его рассматривали как второго бегущего после Остина Экелера. По ходу чемпионата он проиграл борьбу и Джошуа Келли, получая игровое время только как третий на своей позиции. Мишел выходил на поле в десяти матчах чемпионата, набрав выносом 106 ярдов. Весной 2023 года он получил статус свободного агента, а в июле объявил о завершении игровой карьеры.

#### Статистика выступлений в НФЛ

##### Регулярный чемпионат
| Сезон | Команда               | Игры | Приём | Приём | Приём | Приём | Вынос | Вынос | Вынос | Вынос |
| Сезон | Команда               | Игры | Rec   | Yds   | Y/A   | TD    | Att   | Yds   | Y/A   | TD    |
| ----- | --------------------- | ---- | ----- | ----- | ----- | ----- | ----- | ----- | ----- | ----- |
| 2018  | Нью-Ингленд Пэтриотс  | 13   | 7     | 50    | 7,1   | 0     | 209   | 931   | 4,5   | 6     |
| 2019  | Нью-Ингленд Пэтриотс  | 16   | 12    | 94    | 7,8   | 0     | 247   | 912   | 3,7   | 7     |
| 2020  | Нью-Ингленд Пэтриотс  | 9    | 7     | 114   | 16,3  | 1     | 79    | 449   | 5,7   | 1     |
| 2021  | Лос-Анджелес Рэмс     | 17   | 21    | 128   | 6,1   | 1     | 208   | 845   | 4,1   | 4     |
| 2022  | Лос-Анджелес Чарджерс | 10   | 9     | 53    | 5,9   | 0     | 36    | 106   | 2,9   | 0     |
| Всего | Всего                 | 65   | 56    | 439   | 7,8   | 2     | 779   | 3243  | 4,2   | 18    |

##### Плей-офф
| Сезон | Команда              | Игры | Приём | Приём | Приём | Приём | Вынос | Вынос | Вынос | Вынос |
| Сезон | Команда              | Игры | Rec   | Yds   | Y/A   | TD    | Att   | Yds   | Y/A   | TD    |
| ----- | -------------------- | ---- | ----- | ----- | ----- | ----- | ----- | ----- | ----- | ----- |
| 2018  | Нью-Ингленд Пэтриотс | 3    | 1     | 9     | 9,0   | 0     | 71    | 336   | 4,7   | 6     |
| 2019  | Нью-Ингленд Пэтриотс | 1    | 2     | 9     | 4,5   | 0     | 14    | 61    | 4,4   | 0     |
| 2021  | Лос-Анджелес Рэмс    | 4    | 3     | -8    | -2,7  | 0     | 26    | 80    | 3,1   | 0     |
| Всего | Всего                | 8    | 6     | 10    | 1,7   | 0     | 111   | 477   | 4,3   | 6     |